# Żółkiewscy herbu Lubicz

Herb Lubicz

Żółkiewscy herbu Lubicz – polski ród magnacki. Głównym przedstawicielem rodu jest Stanisław Żółkiewski (1547–1620), hetman wielki i kanclerz wielki koronny. Jego dziadem był Mikołaj Żółkiewski.

## Historia
Ród Żółkiewskich wywodził się z Mazowsza, skąd przed końcem XIV stulecia jako drobni rycerze przybyli na ruską wtedy (w sensie kulturowo-cywilizacyjnym) ziemię chełmską. W latach 1388–1462 dawne ruskie księstwo bełskie było lennem polskim rządzonym przez książąt mazowieckich i w tym właśnie okresie rzesze drobnego, mazowieckiego rycerstwa często bardzo ubogiego (a wraz z nimi także grupy ludności pośredniej pomiędzy chłopstwem a rycerzami) podążały w poszukiwaniu poprawy statusu materialnego na ziemię bełską osiedlając się też w sąsiedniej ziemi chełmskiej, świeżo przyłączonej w roku 1387 do Polski i leżącej niejako "po drodze". Gniazdem rodowym Żółkiewskich była wieś Żółkiew (od 1702 roku Żółkiewka) koło Krasnegostawu położona nad rzeką o podobnej nazwie – Żółkiewką. Od nazwy tej wsi ród wziął swe nazwisko. Tereny te są wzmiankowane w traktacie granicznym z roku 1359 pomiędzy ziemią lubelską a księstwem chełmskim (należącym wtedy do Litwy). W dokumencie tym nie zostają jeszcze wymienieni Żółkiewscy (czy raczej osoby, które z pewnym prawdopodobieństwem można by z nimi powiązać ponieważ nie używano jeszcze wówczas nazwisk - a jedynie przydomki od miejscowości pochodzenia) chociaż wymieniona jest już wieś Żółkiew.
Pierwsza wzmianka o rodzie Żółkiewskich pochodzi z około roku 1417 i wymienia Jakuba z Żółkwi jako właściciela ziemskiego spod Krasnegostawu. Potomkami tegoż Jakuba byli wymieniony pod koniec XV stulecia Jan oraz Stanisław – chorąży chełmski (wzmiankowany w 1491 roku). Aleksander Mikołaj Żółkiewski – kolejna odnotowana źródłowo postać rodu, był w roku 1508 chorążym chełmskim oraz dowódcą pospolitego ruszenia województw ruskiego oraz podolskiego. Jan "Sokół" Żółkiewski – dzierżawca wsi Stężyca poległ w roku 1515 w wojnie moskiewskiej. Znani są również dwaj Żółkiewscy o imieniu Stanisław z pierwszej połowy XVI wieku: jeden był poborcą podatków w ziemi chełmskiej, bełskiej i lwowskiej (wzmiankowany w 1502 roku) oraz podkomorzym bełskim od 1503 roku, drugi sędzią ziemskim od 1512 roku i podkomorzym bełskim od 1522 roku. Jan Żółkiewski w 1535 roku był chorążym chełmskim i posłem na sejm. Tomasz Żółkiewski w tym samym okresie uczestniczył w wojnie moskiewskiej.

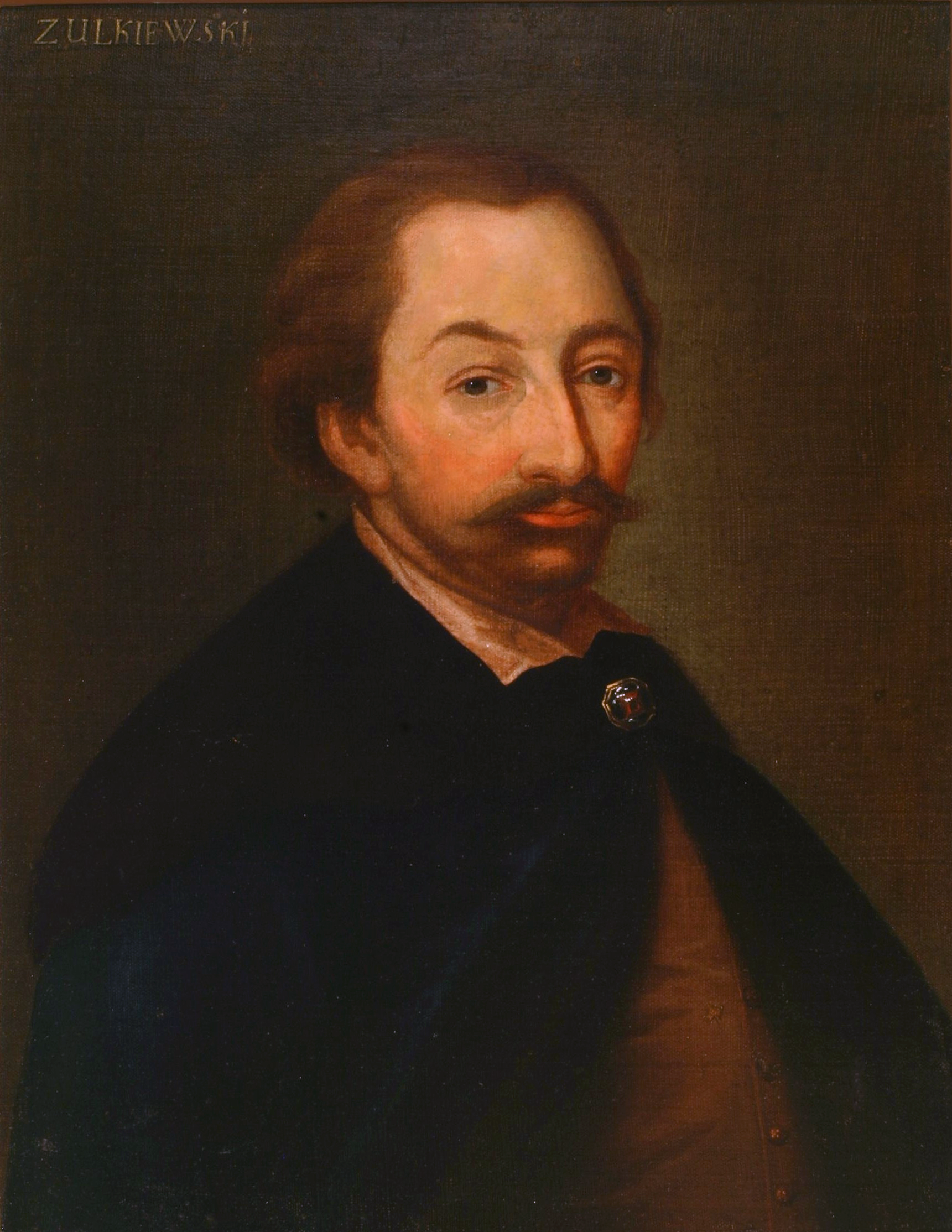
Portret hetmana Stanisława Żółkiewskiego - najwybitniejszego przedstawiciela rodu

Żółkiewscy byli rodem pochodzenia polskiego (według Paprockiego i Niesieckiego przybyli na chełmsko-bełskie pogranicze polsko-ruskie z Mazowsza) - jednak istnieją pewne przesłanki, że w bliżej nieznanych okolicznościach i czasie  stali się prawdopodobnie wyznawcami prawosławia oraz ulegli stopniowo obyczajowej rutenizacji. Jeśli było tak rzeczywiście - to był to skutek faktu, że w czasach gdy osiedli na ziemi chełmskiej przeważającą siłą społeczną był tam kościół prawosławny natomiast parafie kościoła rzymskokatolickiego zaczęto na tych ziemiach organizować dopiero od około 1417 roku i proces ten trwał całe lata. Walkę o "rząd dusz" z prawosławiem rozpoczął dopiero za swego pontyfikatu w latach 1417-1452 biskup chełmski Jan Biskupiec, który po licznych nieudanych próbach poprzedników zorganizował sieć parafii. Minęły jednak dziesięciolecia zanim struktura biskupstwa została ustabilizowana o czym świadczą takie fakty jak przeniesienie stolicy diecezji przez biskupa Pawła z Grabowa do Hrubieszowa w 1473 roku czy wreszcie kolejna zmiana jej lokalizacji dokonana przez biskupa Macieja ze Starej Łomży. Przeniósł on stolicę swego biskupstwa do Krasnegostawu w 1490 roku. W tym samym czasie kościół prawosławny pozostawał prężną siłą, którą władze królewskie próbowały osłabić nawet przez wydawanie zakazów wznoszenia nowych cerkwi (1436). W samej Żółkwi parafię ufundowano wprawdzie w 1417 roku (fundatorem kościoła był prawdopodobnie Jakub z Żółkwi) jednak władze kościelne dokonały jej erekcji dopiero w 1451 roku, a następne wzmianki o jej istnieniu pochodzą dopiero z 1515 roku. Wynika stąd, że rejonie tym przeważali wyznawcy wiary prawosławnej, natomiast łacinników było stosunkowo niewielu. W takim otoczeniu kulturowym przodkowie Żółkiewskich mogli stopniowo przekształcić się w prawosławną familię herbowych. Proces odwrotny – polonizacja szlachty na Rusi Czerwonej, zarówno rdzennie ruskiej jak i napływowej, która w wyniku oddziaływania kultury ruskiej uległa wcześniej rutenizacji (jak Żółkiewscy), przybrał na sile dopiero od lat 1434–1462 tzn. od utworzenia województwa ruskiego oraz województwa bełskiego i rozciągnięcia na tych obszarach prawa i obyczaju polskiego. Dlatego też dziad hetmana Mikołaj Żółkiewski został nazwany przez jednego z historyków nie do końca słusznie "szlachcicem polskim świeżo co ze starych, ruskich bojarów wykutym". Ojciec hetmana Stanisław Żółkiewski (zm. 1588) był twórcą materialnej pozycji rodu, ponieważ zdołał skumulować we własnych rękach znaczny majątek. Początkowo był właścicielem bądź współwłaścicielem zaledwie sześciu wsi (m.in. Poperczyn, Wola, Rożki i Wierzbica koło Krasnegostawu). Skończył zaś życie jako jeden z najbogatszych magnatów na Rusi Czerwonej. On właśnie, podobnie jak jego ojciec Mikołaj gorliwy wyznawca prawosławia oraz w sensie kulturowym polskojęzyczny Rusin (równocześnie typowy szlachcic polski), dokonał konwersji swego rodu po kilku generacjach z powrotem na katolicyzm, chociaż inne gałęzie Żółkiewskich (gałąź herbu Bończa) stały się na krótko ostoją kalwinizmu.
Pewne dane genealogiczne np. z ksiąg sądowych chełmskich z XV wieku wskazują jednak, że jeszcze pod koniec XV wieku mogli być Żółkiewscy katolikami - jeden z nich Stanisław (herbu Bończa) był wówczas określany przydomkiem "czcigodny" - typowym dla osób stanu duchownego i równocześnie był osobą bezżenną, co poza stanem duchownym (katolickim) nie było typowe dla szlachcica. Być może więc był duchownym rzymskokatolickim (ustalenia według pracy Włodzimierz Czarnecki "Żółkiewscy herbu Lubicz w ziemi chełmskiej do połowy XVI w" Rocznik Lubelski T. XXXVI ; PDF).

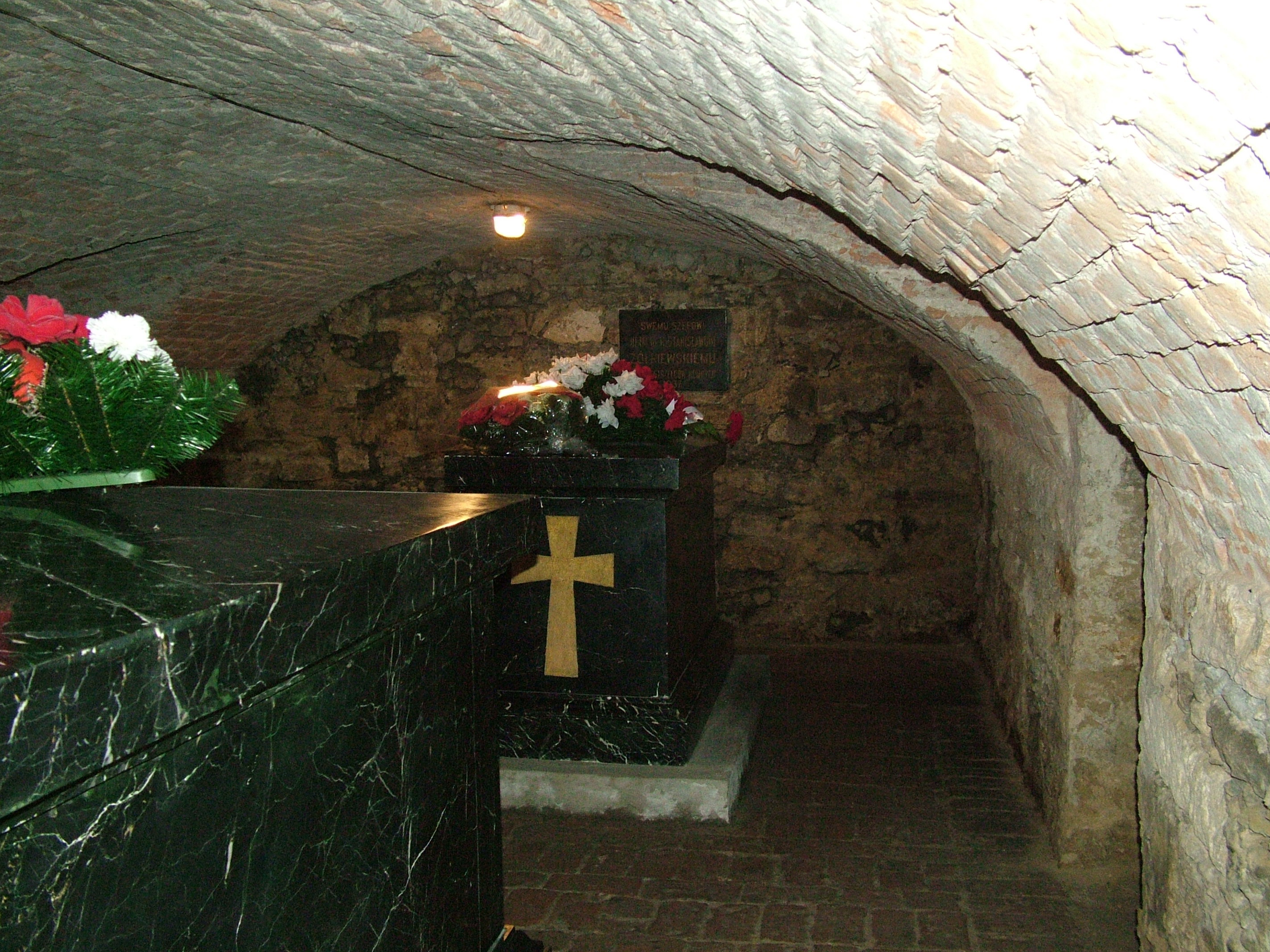
Krypta Żółkiewskich w żółkiewskiej farze

Powiat krasnostawski oraz istniejąca tam wieś Żółkiew, które wcielił do Korony Polskiej król Władysław Jagiełło w roku 1387, były też gniazdem rodowym innej gałęzi rodziny Żółkiewskich, która pieczętowała się herbem Bończa i którzy, jak wzmiankuje w swym herbarzu Bartosz Paprocki, nazywali się również Radwanami. Nie dorównali oni nigdy znaczeniem, majątkiem i sławą Lubiczom-Żółkiewskim. Wzmianka u Paprockiego o nazywaniu się Żółkiewskich herbu Bończa Radwanami może być reminiscencją jakichś perypetii tej gałęzi rodu związanych z nadaniem bądź zmianą herbu. Można przypuścić, że owi Radwanowie nie byli nazwiskiem, ale raczej rodzajem przezwiska, które ród uzyskał pośród swego otoczenia, w wyniku perypetii z obiorem bądź zmianą rodowego klejnotu.
Według ustaleń Włodzimierza Czarneckiego gałąź herbu Bończa wywodziła się od Anny z Żółkwi - siostry Jakuba z Żółkwi. Owa Anna związała się z Janem Łubkiem - wójtem miejscowości Wysokie w ziemi lubelskiej. Potomkowie Anny i Jana Łubka odziedziczyli po nim herb - Bończę. Jednak ta linia rodu podobnie jak ich współrodowcy wywodzący się od Jakuba z Żółkwi pieczętowała się również herbem Lubicz. Obu tych herbów używali zamiennie.
Mazowieckie pochodzenie Żółkiewskich herbu Lubicz usiłował zakwestionować Julian Bartoszewicz w wydanej w roku 1868 encyklopedii Orgelbranda. Według przedstawionego tam poglądu tego historyka ród Żółkiewskich pochodził z ruskiej szlachty halickiej. Wzmianki w herbarzach o wyjściu przodków hetmańskich z Mazowsza arbitralnie uznał on za legendę, mimo iż ani Paprocki ani Niesiecki tego wątku pośród legend nie umieszczali (obaj ograniczyli się tu do zdawkowej wzmianki bez podawania szczegółów). Nie przedstawił jednak Bartoszewicz poza osobistymi dywagacjami i własnym przekonaniem żadnych dowodów ruskiego pochodzenia rodu hetmańskiego, a także żadnych argumentów (poza pewnymi spekulacjami) które podważałyby wzmiankę występującą u Paprockiego, że wywodził się tenże ród z Mazowsza. Zresztą wymienił pośród owej szlachty halickiej także i Herburtów, którzy nie byli pochodzenia ruskiego, co każe zachować ostrożność wobec jego poglądów.
Także do pochodzących od Bartoszewicza informacji o prawosławnym wyznaniu Żółkiewskich herbu Lubicz sceptycznie odniósł się Wacław Sobieski, który w swej pracy pt. "Żółkiewski na Kremlu" stwierdził, że jedynym dowodem na to było ubieganie się przez ojca hetmana - Stanisława o prawosławne władyctwo. Nie jest to jednak wystarczający dowód na prawosławne wyznanie u Żółkiewskich - ponieważ w tamtym okresie na Rusi Koronnej wiele rodów katolickich ubiegało się o godności wśród hierarchii prawosławnej, był to okres i obszar "pomieszania wiar" a prawosławie nie raziło jeszcze wówczas szlachty koronnej.
Polska kolonizacja rycerska na ziemie Rusi Czerwonej nabrała tempa w drugiej połowie XIV wieku za rządów króla Kazimierza Wielkiego, księcia opolskiego Władysława Opolczyka oraz króla Władysława Jagiełły, by w XV i XVI wieku stać się procesem niemal masowym. W tym ruchu kolonizatorskim wielki udział miały właśnie drobne rody mazowieckie zwłaszcza z ziem płockiej i zawkrzeńskiej, gdyż to one w latach 1388-1462 (a także wcześniej i potem) kolonizowały księstwo bełskie i sąsiednie ziemie ruskie. Z tego też względu wzmianki o Paprockiego o pochodzeniu rodu Żółkiewskich z Mazowsza nabierają cech prawdopodobieństwa.